# Biharugra
Biharugra è un comune dell'Ungheria di 1 071 abitanti (dati 2001) . È situato nella contea di Békés.